# Gert Hödl
Gert J. Hödl (Viena, 6 de noviembre de 1943 – Villach, 19 de enero de 2017) fue un artista austríaco, experto en escultura de hielo y escultura de arena. Se consagró tres veces campeón mundial de tallado en hielo y creó el Belén de hielo.

## Biografía
Asistió al Stiftsgymnasium Admont de donde fue expulsado en cuarto grado por mal comportamiento y lo terminó en Graz. Luego completó un aprendizaje como cocinero en el Hotel Bristol de Viena y se dedicó al oficio.
Trabajó de chef en barcos de pasajeros durante doce años y fue allí, cuando observó que la tripulación decoraba sus platos con pequeñas esculturas de hielo, donde descubrió su vocación.
Falleció a la edad de 73 años en su casa adoptiva de Villach. Le sobrevive una hija.

## Carrera

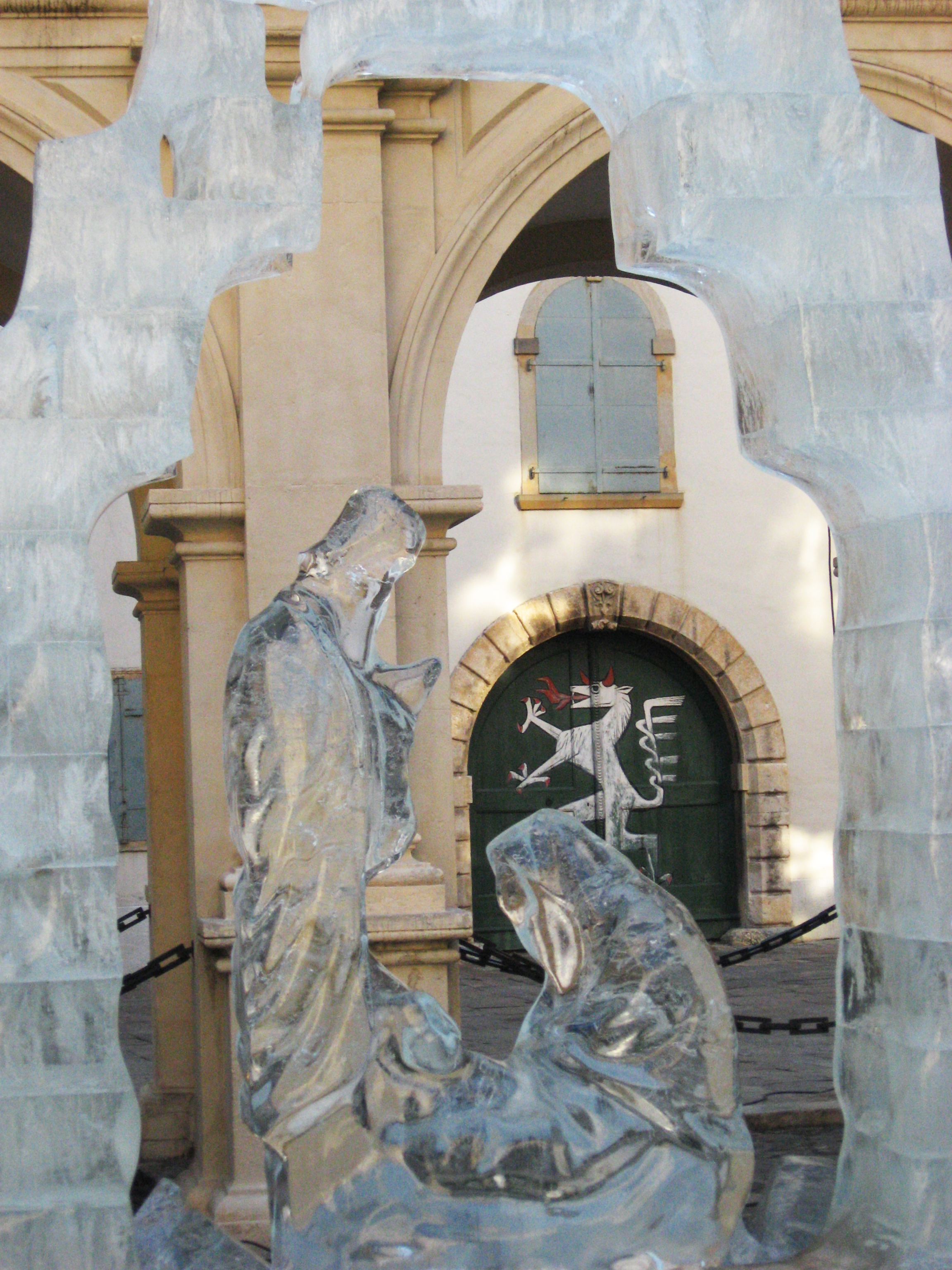
Belén de hielo, detalle en 2011.

En 1978 organizó su propio festival de arte en hielo por primera vez en Sapporo, ciudad de Japón, un bastión mundial de la talla en hielo. Desde 1981 trabaja como artista. A partir de entonces, su trabajo lo llevó por todo el mundo, incluso a China, Canadá, Rusia y Noruega. Ganó el Campeonato Mundial de Arte en Hielo, el campeonato mundial no oficial de tallado en hielo, tres veces. Más tarde también se dedicó a crear esculturas de arena.
En 1996, después de dos años de preparación, el artista diseñó por primera vez el Belén de hielo para la ciudad de Graz y la obra se convirtió en un punto culminante del Adviento en todo el mundo. La reputación internacional de la campaña contribuyó al hecho de que los campeonatos mundiales de tallado en hielo se celebraron en la capital de Estiria en enero de 2002.
En 2014 se retiró por motivos de salud, entregando el diseño del pesebre de hielo al finlandés Kimmo Frosti.